# Le Club des ex (film)
Pour plus de détails, voir Fiche technique et Distribution.
Le Club des ex (The First Wives Club) est un film américain réalisé par Hugh Wilson, sorti en 1996. Le scénario, écrit par Robert Harling, est l'adaptation du roman homonyme de Olivia Goldsmith.

## Synopsis
Lors de leurs études au Middlebury College durant les années 1960, Elise Elliot, Brenda Morelli, Annie McDuggan et Cynthia Swann se font la promesse de rester en toutes circonstances les meilleures amies du monde, mais les aléas de la vie, le mariage et les enfants les ont tenues éloignées les unes des autres. 
Vingt-cinq ans plus tard, consécutivement au divorce d'avec son mari qui l'a délaissée pour une femme plus jeune, Cynthia se suicide et les trois autres amies se retrouvent lors de ses obsèques. Elles se découvrent alors des points communs car, à l'instar de Cynthia, elles ont été quittées par leurs époux respectifs, qui ont succombé aux charmes d'une femme plus jeune, alors que chacune d'elles a largement contribué à leur réussite professionnelle, souvent au détriment de leurs propres aspirations.
Aussi, elles décident de réagir, déclarent la guerre aux maris et concoctent une vengeance, implacable et, cependant, non dénuée d'hilarité...

## Fiche technique
- Costumes : Theoni V. Aldredge
- Photographie : Donald E. Thorin
- Montage : John Bloom
- Musique : Marc Shaiman
- Production : Scott Rudin
- Langue : anglais

## Distribution
- Goldie Hawn (VF : Monique Thierry) : Elise Elliot Atchison
- Bette Midler (VF : Michèle Bardollet) : Brenda Morelli Cushman
- Diane Keaton (VF : Béatrice Delfe) : Annie MacDuggan Paradis
- Maggie Smith (VF : Jacqueline Porel) : Gunilla Garson Goldberg
- Sarah Jessica Parker (VF : Virginie Ledieu) : Shelly Stewart
- Dan Hedaya (VF : Yves Beneyton) : Morton Cushman
- Stockard Channing (VF : Marie Vincent) : Cynthia Swann Griffin
- Victor Garber (VF : Patrick Guillemin) : Bill Atchison
- Stephen Collins (VF : Daniel Beretta) : Aaron Paradis
- Elizabeth Berkley (VF : Virginie Méry) : Phoebe LaVelle
- Marcia Gay Harden (VF : Micky Sébastian) : Dr Leslie Rosen
- Bronson Pinchot (VF : Michel Mella) : Duarto Feliz
- Jennifer Dundas (VF : Claire Guyot) : Chris Paradis
- Eileen Heckart (VF : Nathalie Nerval) : Catherine MacDuggan
- Philip Bosco : oncle Carmine Morelli
- Rob Reiner : Dr Morris Packman
- James Naughton : Gilbert Griffin
- Ari Greenberg (VF : Alexis Tomassian) : Jason Cushman
- Stephen Pearlman (VF : Daniel Beretta) : Tom Christian
- J. Smith-Cameron (VF : Frédérique Tirmont) : Mme Sullivan
- Timothy Olyphant (VF : Cyrille Artaux) : Brett Artounian
- Edward Hibbert (VF : Michel Prud'homme) : Maurice, le barman
- Christopher Burge (VF : Bernard Bollet) : le commissaire-priseur
- J. K. Simmons : Marshal fédéral
- Heather Locklear : la nouvelle femme de Gilbert Griffin (non créditée)
- Ivana Trump : Ivana[1]

 Source et légende : version française (VF) sur RS Doublage

## Autour du film
- Avec le modeste rôle du réalisateur Brett Artounian, qu'il tient dans ce film, Timothy Olyphant fait ses débuts cinématographiques.